# 尚普蘭湖號航空母艦
尚普蘭湖號航空母艦（USS Lake Champlain CV-39）是一艘隸屬於美國海軍的航空母艦，為艾塞克斯級航空母艦的廿一號艦，在非官方上亦是長艦體艾塞克斯級的十一號艦。她是第二艘以尚普蘭湖為名的美軍艦隻，紀念1812年戰爭的尚普蘭湖戰役。
尚普蘭湖號在1943年開始建造，在1944年下水，但要到1945年中才開始服役，未能趕上參與第二次世界大戰，並在戰後不久退役封存。韓戰爆發後不久，尚普蘭湖號到纽波特纽斯進行SCB-27A改建，並在期間改編為攻擊航母（CVA-36）。改建後尚普蘭湖號參與韓戰末段戰鬥，停戰後則主要在大西洋一帶執勤。1957年尚普蘭號重編為反潛航母（CVS-36），並曾回收水星計劃及雙子座計劃的太空艙。1966年尚普蘭湖號退役，於1969年除籍，最後在1972年出售拆解。
尚普蘭湖號是僅有一艘只作SCB-27A改建的艾塞克斯級，而未有作SCB-125改建，故未有裝設封閉艦艏及斜角飛行甲板。

## 建造與早年服役
尚普蘭湖號在1943年3月15日在諾福克造船廠開始建造，於1944年11月2日下水，並在1945年6月3日服役。兩個月後日本投降，二次大戰結束，尚普蘭湖號仍在近海試航，並曾到訪紐約及費城，無緣參戰。
10月14日，尚普蘭湖號前往英國南安普頓，參與魔毯行動（Operation Magic Carpet），並在稍後多次接載美軍返國。歐洲的魔毯行動在1946年2月結束，尚普蘭湖號則留在近岸活動。
1947年2月17日，尚普蘭湖號退役，並一直在後備艦隊封存。

## 韓戰時期

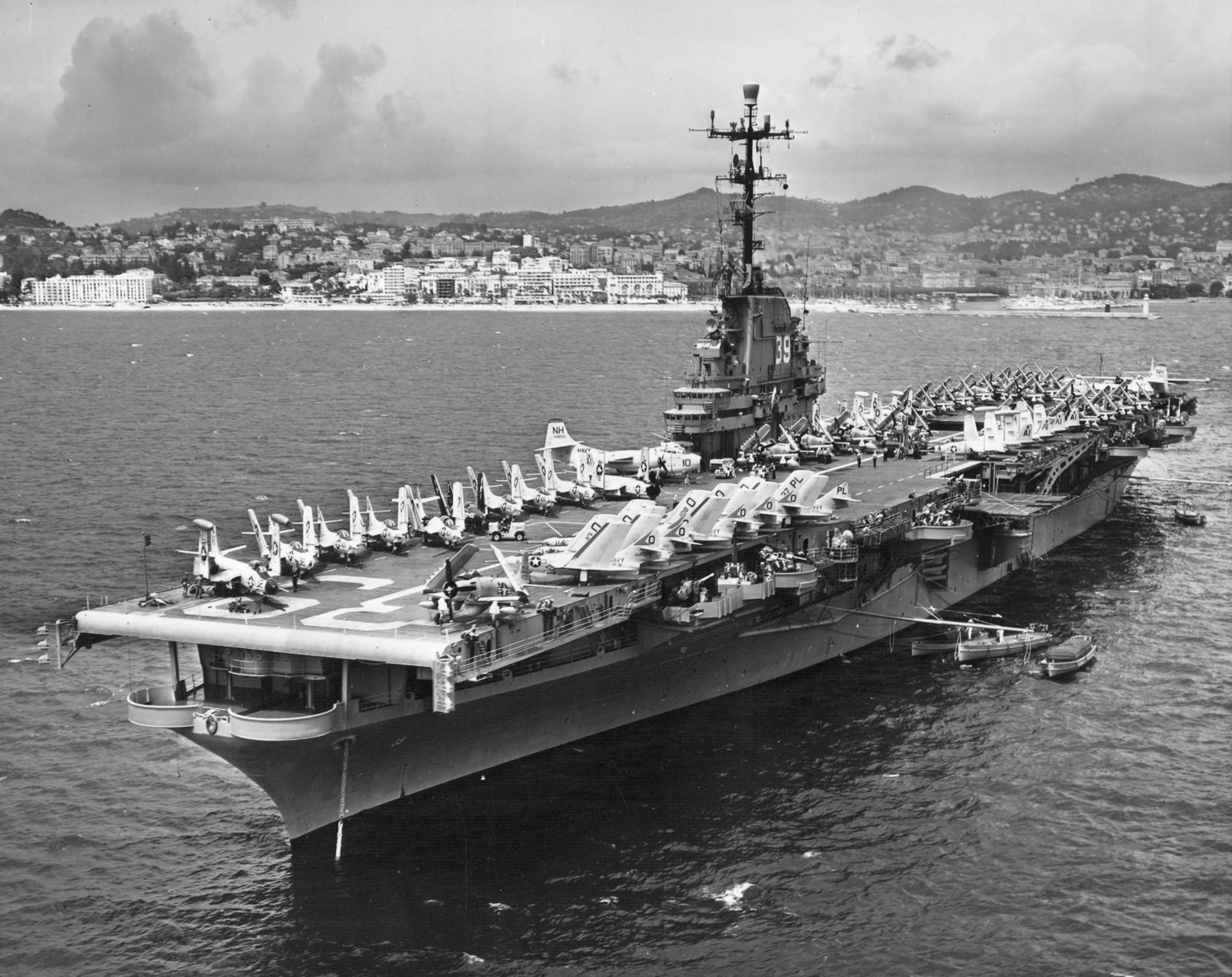
尚普蘭湖號在法國戛纳。攝於1957年6月。

1950年6月25日，北韓軍隊越過三八線，突襲南韓，韓戰爆發。此時海軍正打算為雷伊泰號進行SCB-27A改建，但因戰爭爆發，雷伊泰號要前往西太平洋助戰，故海軍轉而改建尚普蘭湖號。8月尚普蘭湖號進入紐波特紐斯造船廠改建。改建在1952年9月完成，而尚普蘭湖號則在9月19日重返現役，又於10月1日重編為攻擊航母（CVA-39），並在11月25日至12月25日在加勒比海一帶試航。

1953年4月25日，尚普蘭湖號離開梅港，作首次韓戰巡航，並途經大西洋、地中海、蘇伊士運河及印度洋，在6月9日才抵達日本橫須賀，並接替即將返國的福治谷號。11日尚普蘭湖號離港，在13日與第77特遣艦隊會合，同行艦有拳師號、普林斯頓號及菲律賓海號。次日尚普蘭湖號接替普林斯頓號為艦隊旗艦。此時停戰談判己近尾聲，北韓軍隊開始恢復進攻，並佔領了高城郡附近的錨地山（Anchor Hill）及另外數個據點，以獲取終戰前之勝利。第七艦隊司令克拉克（Joseph J. Clark）下令艦隊全力支援地面聯合國部隊。單在15日尚普蘭湖號便投下103噸武裝，並持續進行密接支援。6月20日至23日，惡劣天氣令艦隊中止飛行作業。27日尚普蘭湖號前往橫須賀休整，於29日抵達。
7月11日，尚普蘭湖號再次前往會合艦隊，於13日抵達，並繼續猛烈空襲志願軍陣地，以拖延其進攻。7月27日，朝鮮停戰協定簽訂，韓戰停火，尚普蘭湖號停止攻擊。稍後尚普蘭湖號仍留在西太平洋，直至10月11日奇爾沙治號前來接替為止，然後啟程返國。尚普蘭湖號在10月24日到訪新加坡，然後再經塞得港，蘇伊士運河、戛纳及里斯本，在12月4日返抵梅港。

## 大西洋艦隊

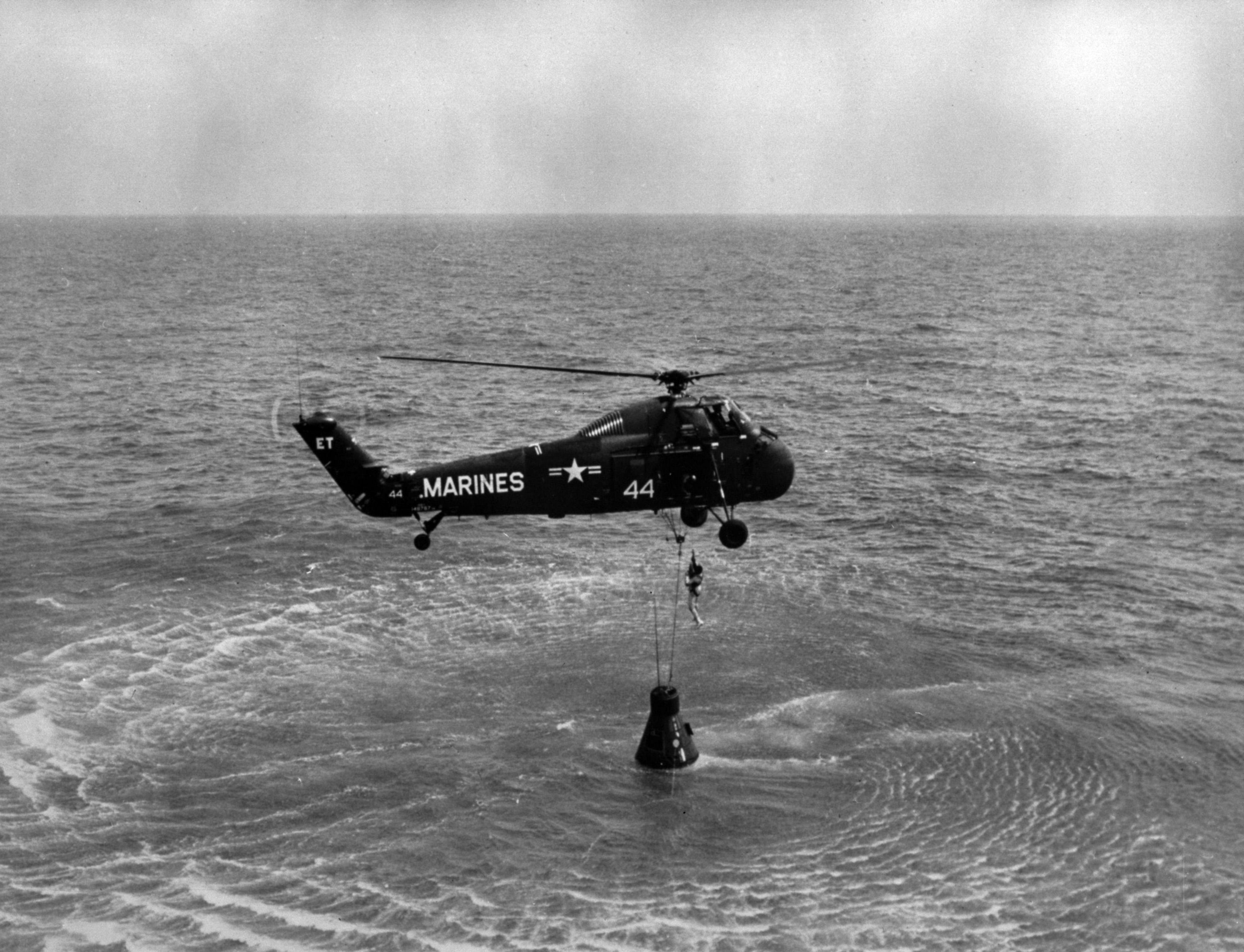
自由7號被尚普蘭湖號的直升機吊起。攝於1961年5月5日。

韓戰後，尚普蘭湖號分別在1954年9月28日至1955年4月22日、10月9日至1956年4月30日及1957年1月21日至7月27日，三次前往地中海巡航。8月1日，尚普蘭湖號被重編為反潛航母（CVS-39），進入船廠改建，稍後則留在東海岸訓練。
9月5日，尚普蘭湖號搭載陸戰隊的戰機及直升機，前往地中海。其時北約剛完成反擊行動（Operation Strikeback），模擬防守GIUK缺口；此時則展開深水行動（Operation Deep Water），模擬防守達達尼爾海峽。尚普蘭湖號負責掩護陸戰隊登陸，以阻止假想敵進攻土耳其北部。9月底8,000名陸戰隊在尚普蘭湖號掩護下，於蓋利博盧半島登陸，同時測試以直升機進行兩棲作戰。稍後尚普蘭湖號啟程返國，並在途中將一支陸戰隊直升機隊轉移到雷伊泰號。10月16日，尚普蘭湖號到華倫西亞，救助當地的水災災民，於30日返抵梅港，並進入船廠維修。 
1958年6月10日至9月4日，尚普蘭湖號進行另一次地中海巡航，返回後將母港改設於羅得島州昆錫點海軍基地（Quonset Point）。稍後尚普蘭湖號一直留在西大西洋活動，直到1960年6月29日才再次遠航，搭載美國海軍學院的官兵，前往哈利法克斯考核，於8月2日返抵昆錫點。1961年2月7日至3月2日，尚普蘭湖號再到加勒比海作短暫巡航。

## 太空任務與古巴
1961年5月1日，尚普蘭湖號前往佛羅里達州外海，預備回收水星-紅石3號太空艙。5月5日，太空艙自由7號發射升空，未有環繞地球飛行，在16分鐘內於海面濺落。艙內太空人艾倫·謝潑德因此成為史上首位進入太空的美國人。尚普蘭湖號在濺落後11分鐘便將太空人及太空艙帶返艦上。稍後尚普蘭湖號一直留在近岸作業。
1962年7月至8月，尚普蘭湖號到南大西洋執勤，然後返回昆錫點。同年10月，古巴導彈危機爆發，尚普蘭湖號在10月24日離港，前往封鎖古巴，直到11月23日撤離，於12月4日返回昆錫點。
1963年8月29日，尚普蘭湖號再次到加勒比海巡航。10月初，颶風佛洛拉吹襲加勒比海，並在海地造成嚴重破壞，超過5,000人死亡，更有地區在3日內錄得1,447.8毫米雨量，為海地有紀錄以來降雨量最多的一次風災。尚普蘭湖號與另外三艘美軍艦隻運載糧食及藥品，前往救援，最後在11月9日返抵昆錫點。
1964年10月8日，尚普蘭湖號前往歐洲，並訪問西班牙，在11月25日返回母港。
1965年1月19日，尚普蘭湖號回收了雙子座2號太空艙。8月5日，尚普蘭湖號再次離開港口，預備回收雙子座5號太空艙。8月21日，雙子座5號升空，在29日返回地球，由尚普蘭湖號回收。稍後尚普蘭湖號前往費城船廠，預備退役。

## 結局
1966年5月2日，尚普蘭湖號退役，並在後備艦隊封存。1969年12月1日，尚普蘭湖號除籍，並在1972年4月28日出售拆解。大約600噸裝甲在費米實驗室用作實驗。